# Puerto de Barcelona
El puerto de Barcelona (en catalán, Port de Barcelona) es un puerto marítimo español, situado en el noreste de la península ibérica junto al mar Mediterráneo, encajado entre la nueva desembocadura del río Llobregat y el barrio de La Barceloneta en la ciudad de Barcelona. Está gestionado por la Autoridad Portuaria de Barcelona, perteneciente a Puertos del Estado.
El puerto de Barcelona se divide en cinco áreas: el puerto ciudadano (Port Vell), el puerto comercial (principalmente, carga contenerizada), el puerto de cruceros (turístico), el puerto energético y el puerto logístico. Cada una de estas actividades dispone de un espacio propio y segregado de las otras, con instalaciones y personal especializado.
En cuanto al transporte de personas, es el mayor puerto del Mediterráneo en tráfico de cruceros y el cuarto del mundo solo por detrás de los puertos del Caribe. Gran cantidad de cruceros que operan por el Mediterráneo tienen como base el Puerto de Barcelona, entre ellos el Liberty of the Seas, el crucero más grande que opera actualmente en el Mediterráneo. El grupo Royal Caribbean anunció que en septiembre de 2014 el Oasis of the Seas realizaría tres cruceros por el Mediterráneo y, a partir de la temporada de verano de 2015, el Allure of the Seas —crucero más grande del mundo— realizaría también cruceros semanales por el Mediterráneo, ambos teniendo el Puerto de Barcelona como puerto base.
También han tenido su sede los barcos Harmony of the Seas y Symphony of the Seas.

## Historia

### El puerto íbero
Los poblados íberos fueron los primeros núcleos urbanos estables en el actual área de Barcelona. El más importante fue el establecido a poniente de la montaña de Montjuïc, generalmente identificado como Barkeno —nombre que aparece en monedas acuñadas en esa época—, aunque algunos historiadores lo denominan Laie. Se cree que este asentamiento mantuvo un comercio marítimo regular desde el siglo V a. C. Esta hipótesis se basa en el descubrimiento en 1928 de varios silos en la ladera de Montjuïc, entre las actuales calles Esparver y Ferrocarrils Catalans. Esta zona actualmente se encuentra a un kilómetro y medio del mar, pero coincide con la línea de costa del siglo V a. C. Debido al gran tamaño de los silos, probablemente se destinaron al almacenamiento de cereales con finalidades comerciales, cerca de un hipotético puerto natural al abrigo de la montaña.

### El puerto romano
En el siglo I a. C. se estableció la colonia romana de Barcino. Aunque se conoce la relación comercial por vía marítima entre este asentamiento y Roma, no hay ningún documento histórico ni vestigio arqueológico sobre la existencia o ubicación del puerto romano de Barcelona. Probablemente se tratase de un fondeadero que algunos autores localizan también en Montjuïc y otros, como Agustín Durán Sanpere, sitúan en la costa frente a la antigua colonia.

### El puerto natural en la Edad Media
No hay información sobre la actividad marítima en la costa de Barcelona durante la Alta Edad Media, época en la que Tarragona o Turtusha (Tortosa) tuvieron mayor relevancia. A finales del siglo XI se instaló una grada en la playa, junto a la puerta de Regomir de la muralla barcelonesa. Cerca de este espacio, alrededor de la actual Basílica de Santa María del Mar, se desarrolló un burgo marinero, Vilanova del Mar, origen del actual barrio de La Ribera.
Un cambio definitivo se produjo a partir de la Baja Edad Media, con la expansión comercial y territorial de la Corona de Aragón, sobre todo a partir del reinado de Jaime I. En este contexto, entre el siglo XIII y el XIV se construyeron dos importantes edificios vinculados a la actividad marítima: las Reales Atarazanas y la Lonja.
Sin embargo, a pesar del importante tráfico marítimo en esa época, Barcelona no contaba con un puerto natural resguardado, a diferencia de otras ciudades mediterráneas como Venecia, Génova o Marsella, con su Vieux Port.

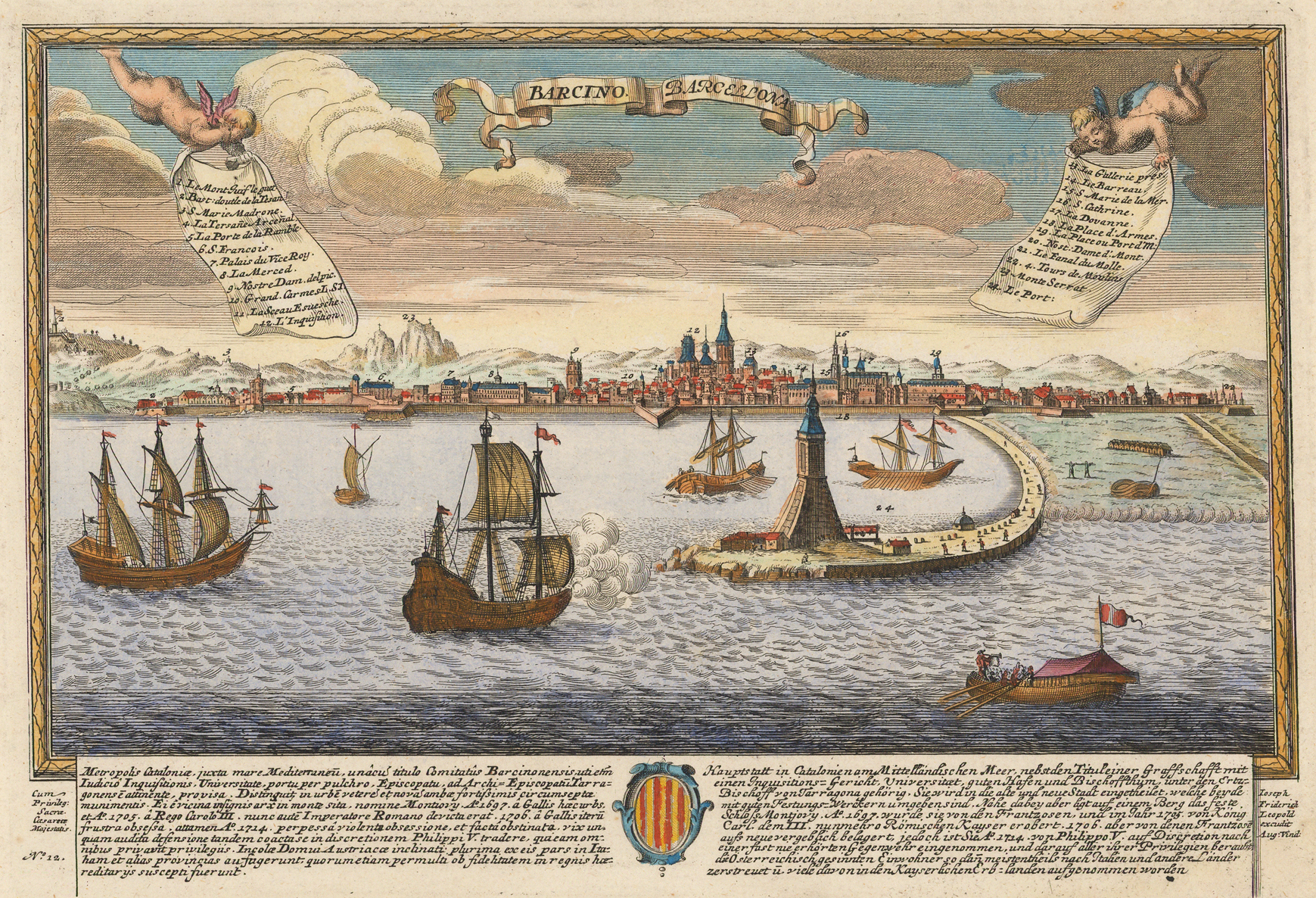
Grabado del puerto de Barcelona,.

El puerto de Barcelona nació a la vez que la ciudad de Barcelona como un puerto natural situado en una playa que estaba entre una pequeña península que formaba la montaña de Montjuic, y la antigua desembocadura del río Llobregat. Este era el único punto mínimamente resguardado que podían utilizar los antiguos navegantes en muchos kilómetros de costa.
Con el paso de los siglos, la ciudad y su puerto fueron ganando importancia, hasta convertirse en la capital marítima de los reyes de Aragón. A pesar de eso el puerto se mantuvo al sur de la montaña de Montjuic hasta que en el año 1378 las autoridades de la ciudad pidieron a Pedro IV de Aragón que continuara las obras portuarias que empezó Pedro III de Aragón, el cual había ordenado la edificación de las Atarazanas Reales de Barcelona, que aun hoy en día siguen en pie formando en Museo Marítimo de Barcelona, y la construcción de un puerto al norte de la montaña de Montjuic, debido a que el antiguo emplazamiento había perdido calado por la acumulación de arenas.

### El puerto artificial

Aspecto del puerto a finales del. Pintura de G. Benavent, 1879.

Ante la necesidad de contar con un puerto seguro, el 8 de diciembre de 1438 el rey Alfonso V de Aragón firmó un privilegio que permitía al Consejo de Ciento de Barcelona construir un muelle o puerto artificial. Las obras se iniciaron el 2 de agosto de 1439 con la colocación de la primera piedra frente al Monasterio de Santa Clara, aproximadamente donde hoy se encuentra el Palacio del Parlamento de Cataluña. En los años siguientes las obras de construcción del dique avanzaron con dificultades, lentamente y con interrupciones, hasta quedar detenidas.
En 1477, tras una negociación de veinte años, los consejeros lograron contratar a Stassi Alexandrino, un maestro de puertos avalado por sus trabajos en Palermo y Génova. Stassi propuso una nueva localización para el puerto, frente a la Torre Nueva (lugar que actualmente corresponde al edificio del Gobierno Civil de la plaza Pla de Palau). El 11 de septiembre de 1477 se iniciaron simbólicamente las obras con la colocación de unas estacas por parte de los consejeros. Y el día 20 del mismo mes el rey Juan II de Aragón colocó en el mismo lugar la primera piedra, bendecida por el obispo de Gerona y marcada con una cruz, motivo por el cual este muelle se llamó de la Santa Cruz. De este modo se inició la construcción del actual Port Vell, la parte más antigua del Puerto de Barcelona.
Se unió la antigua isla de Maians con tierra firme mediante un espigón. Con las sucesivas ampliaciones del puerto, y la acumulación de arena, la isla ha quedado unida a tierra formando los terrenos donde hoy se asienta el barrio de La Barceloneta.

## Instalaciones del puerto

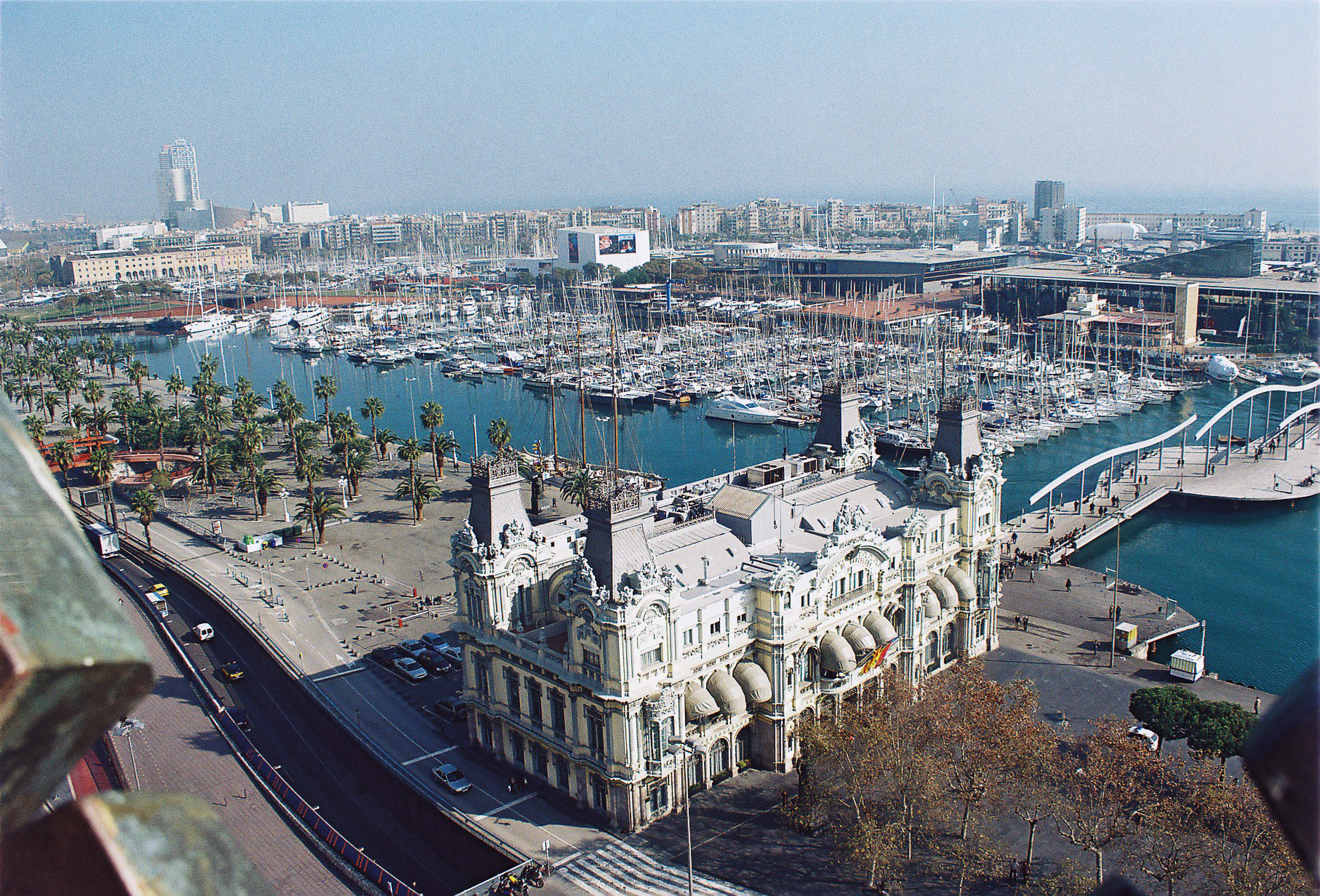
Edificio de la Autoridad Portuaria frente al puerto deportivo.

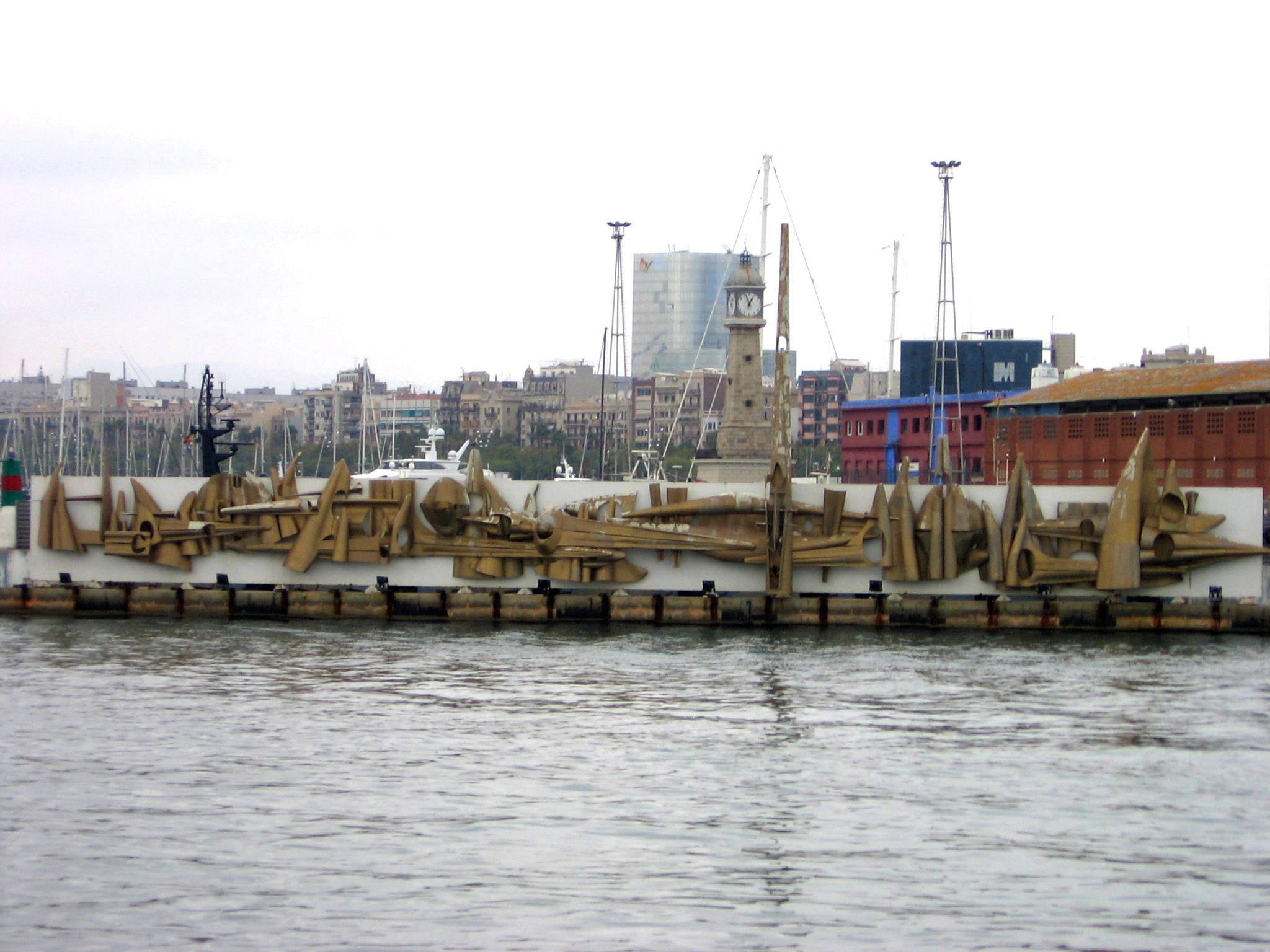
Sideroploide, Ferroestructura núm. 5, o A los hombres de la mar, de Salvador Aulèstia.

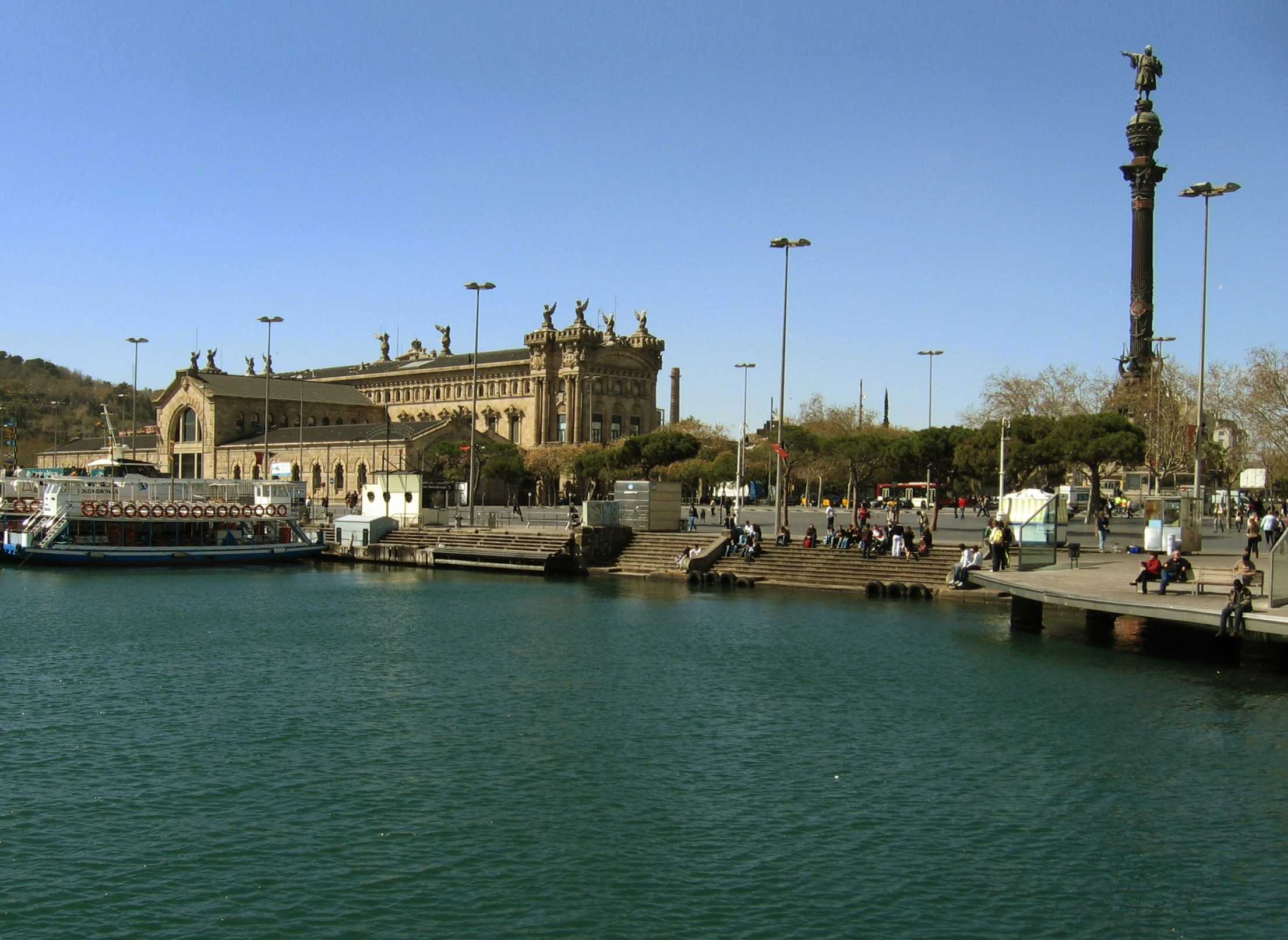
Embarcadero frente al monumento a Colón en el Puerto de Barcelona.

La superficie terrestre del puerto es de 828,9 ha, y dispone de más de 20 km de muelles y atraques. En este espacio se pueden encontrar 35 terminales especializadas, y repartidas en: tres marítimas para ferris, siete internacionales para cruceros, cuatro de contenedores, dos de automóviles, una de fruta, dos especializados (cacao, café y metales no férricos), un frigorífico, nueve de líquidos a granel y seis de sólidos a granel. Estas terminales están servidas por 45 grúas y nueve remolcadores que facilitan las tareas de carga, descarga y embarque.
El puerto dispone de dos bocanas, la bocana sur es la más antigua de las dos, aunque sucesivas prolongaciones de los espigones para la ampliación del puerto han ido trasladado su ubicación cada vez más al sur. Tiene 370 m de ancho, y un calado de más de 16 m. La bocana norte ha sido abierta recientemente para permitir la salida de embarcaciones menores y de recreo sin mezclarlas con el tráfico de grandes barcos de mercancías o de pasajeros, y evitándoles tener que dar un rodeo para dirigirse al norte. Esta segunda y nueva bocana tiene 145 m de ancho y un calado de 11,5 m.
Otras instalaciones destacadas del Puerto de Barcelona son el ZAL o Zona de Actividades Logísticas, plataforma del puerto que se encarga de la oferta de servicios logísticos relacionados con las mercancías. También existen dos terminales marítimas interiores, tmZ situada en Zaragoza y la tmT en las afueras de Toulouse.

## Puerto ciudadano
El puerto ciudadano es el Port Vell (en español, 'Puerto Viejo'), que corresponde a la zona más antigua del Puerto de Barcelona, en el Distrito de Ciutat Vella. Históricamente fue una zona dedicada al comercio y a la pesca, pero con vistas a los Juegos Olímpicos de 1992 se inició una transformación para convertirlo en un espacio cívico. Entre las actuaciones más destacadas en este sentido se encuentran la apertura de paseos como la rambla de Mar o el Moll de la Fusta, la transformación del Palau de Mar en museo, la construcción del World Trade Center o la apertura del Moll d'Espanya con espacios de ocio como el Maremagnum, el cine IMAX o el Aquarium. En los años 2000 el Port Vell se amplió con una nueva bocana ganada al mar. En este espacio todavía en transformación ya se ubican construcciones como el Hotel W.
El Port Vell funciona también como puerto deportivo, con el Real Club Náutico de Barcelona, el Real Club Marítimo de Barcelona y la Marina Port Vell para yates de lujo. La pesca profesional, muy reducida, se mantiene en el Moll dels Pescadors, donde se ubican la Cofradía de Pescadores de Barcelona y la lonja.
En la actualidad en el Port Vell la actividad pesquera e industrial convive con los negocios y diversos usos lúdicos y recreativos: náutica, deportes, hoteles, restauración, centros comerciales y museos.

## Puerto de cruceros

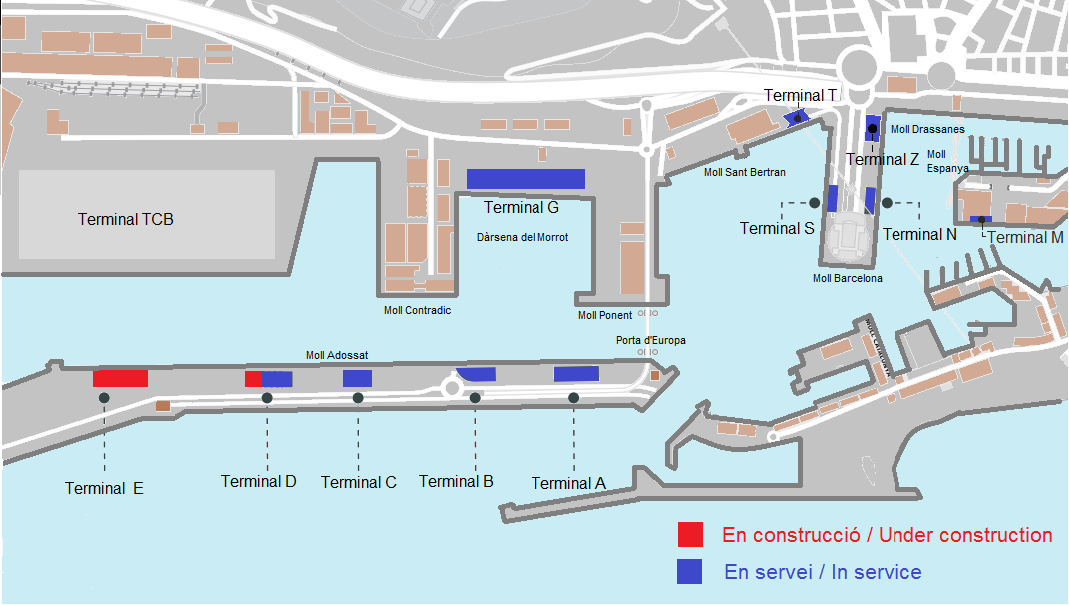
Terminales de pasajeros del Puerto de Barcelona.

El puerto de Barcelona tiene varias terminales de pasajeros repartidas entre el Moll Adossat, Moll de Barcelona, Moll d'Espanya y Moll de Sant Bertrà, de las cuales 7 corresponden a terminales internacionales de cruceros ubicadas en el Moll Adossat (A,B y C pertenecientes al Port de Barcelona, Terminal D Palacruceros y E Hélix pertenecientes a Carnival y terminal H perteneciente a MSC Cruceros. Está planeada la construcción de una nueva terminal de ferris y una última terminal de cruceros, con la letra G. Este puerto es tan importante que por ejemplo, en 2022 llegaron cerca de 843 cruceros (Fuente: Diario El Canal Marítimo).
| Terminal                       | Ubicación            | Superficie | Línea de atraque | Eslora     | Calado | Anchura muelle | Altura muelle | Turnaround | Distancia a Barcelona |
| ------------------------------ | -------------------- | ---------- | ---------------- | ---------- | ------ | -------------- | ------------- | ---------- | --------------------- |
| Terminal A                     | Moll Adossat         | 6500 m²    | 700 m            | Sin límite | 12 m   | 22 m           | 2,1 m         | 4500 pax   | 2 km                  |
| Terminal B                     | Moll Adossat         | 6500 m²    | 700 m            | Sin límite | 12 m   | 22 m           | 2,1 m         | 4500 pax   | 2 km                  |
| Terminal C                     | Moll Adossat         | 4100 m²    | 630 m            | Sin límite | 12 m   | 23 m           | 2,1 m         | 3800 pax   | 2,5 km                |
| Terminal D                     | Moll Adossat         | 10 000 m²  | 630 m            | Sin límite | 12 m   | 22 m           | 2,1 m         | 4500 pax   | 2,5 km                |
| Terminal E                     | Moll Adossat         | 10 000 m²  | 630 m            | Sin límite | 12 m   | 22 m           | 2,1 m         | 4500 pax   | 3 km                  |
| Terminal H                     | Moll Adossat         | 12 580 m²  | 630 m            | Sin límite | 12 m   | 22 m           | 2,1 m         |            | 4 km                  |
| Terminal Sur (S)               | Moll de Barcelona    | 5000 m²    | 434 m            | 253 m      | 7,7 m  | 14 m           | 2,5 m         | 1400 pax   | 400 m                 |
| Terminal Trasmediterránea (F2) | Moll de Sant Bertran | 2200 m²    | 255 m            | 220 m      | 11 m   | 12 m           | 2,15 m        | 250 pax    | 400 m                 |
| Terminal Grimaldi (F3)         | Moll Costa           | 63 000 m2  |                  |            |        |                |               |            |                       |

### Evolución del tráfico de pasajeros de cruceros
En 2022 el tráfico de pasajeros fue de 3 922 079, de los cuales 2 329  332 pasajeros correspondieron a cruceros turísticos, convirtiendo al puerto en el principal puerto de cruceros del Mediterráneo y quinto del mundo.
| \| 2007 \| 1 765 838 \| +25,89 \| \| 2008 \| 2 074 554 \| +17,5 \| \| 2009 \| 2 151 465 \| +3,7 \| \| 2010 \| 2 347 976 \| +9,1 \| \| 2011 \| 2 657 244 \| +13,1 \| \| 2012 \| 2 408 618 \| -9,4 \| \| 2013 \| 2 599 363 \| +7,9 \| \| 2014 \| 2 364 292 \| -9 \| \| 2015 \| 2 540 302 \| +7,4 \| \| 2016 \| 2 683 594 \| +5,6 \| \| 2017 \| 2 713 127 \| +1,1 \| \| 2018 \| 3 041 963 \| +12,1 \| \| 2019 \| 3 137 918 \| +3,1 \| \| 2020 \| 198 842 \| -93,7 \| \| 2021 \| 520 854 \| +169,9 \| \| 2022 \| 2 329 332 \| +347,5 \| \| Fuente: Port de Barcelona.[13] \| \| \| |           |                      |
| Año | Pasajeros | Incremento anual (%) |
| 2007 | 1 765 838 | +25,89               |
| 2008 | 2 074 554 | +17,5                |
| 2009 | 2 151 465 | +3,7                 |
| 2010 | 2 347 976 | +9,1                 |
| 2011 | 2 657 244 | +13,1                |
| 2012 | 2 408 618 | -9,4                 |
| 2013 | 2 599 363 | +7,9                 |
| 2014 | 2 364 292 | -9                   |
| 2015 | 2 540 302 | +7,4                 |
| 2016 | 2 683 594 | +5,6                 |
| 2017 | 2 713 127 | +1,1                 |
| 2018 | 3 041 963 | +12,1                |
| 2019 | 3 137 918 | +3,1                 |
| 2020 | 198 842   | -93,7                |
| 2021 | 520 854   | +169,9               |
| 2022 | 2 329 332 | +347,5               |
| Fuente: Port de Barcelona. |           |                      |

### Ferrys[14]
El puerto de Barcelona tiene diversas conexiones con las islas baleares, Italia y África. También es sede de Trasmediterránea y base de Balearia.
Conexiones con las islas Baleares:
Barcelona-Ibiza -- Balearia/Transmediterranea
Barcelona-Ciudadela -- Balearia
Barcelona-Alcudia -- Balearia
Barcelona-Palma de Mallorca -- Balearia/Transmediterranea
Barcelona-Formentera -- Balearia
Barcelona-Mahón -- Transmediterranea
Conexiones con Italia:
Barcelona-Génova -- GNV
Barcelona-Civitavecchia -- Grimaldi Lines
Barcelona-Porto Torres -- Grimaldi Lines
Barcelona-Savona -- Grimaldi Lines
Conexiones con África:
Barcelona-Nador -- GNV
Barcelona-Tánger Med -- GNV/Grimaldi Lines/Balearia
Barcelona-Orán -- Algerie Ferries

## Puerto comercial

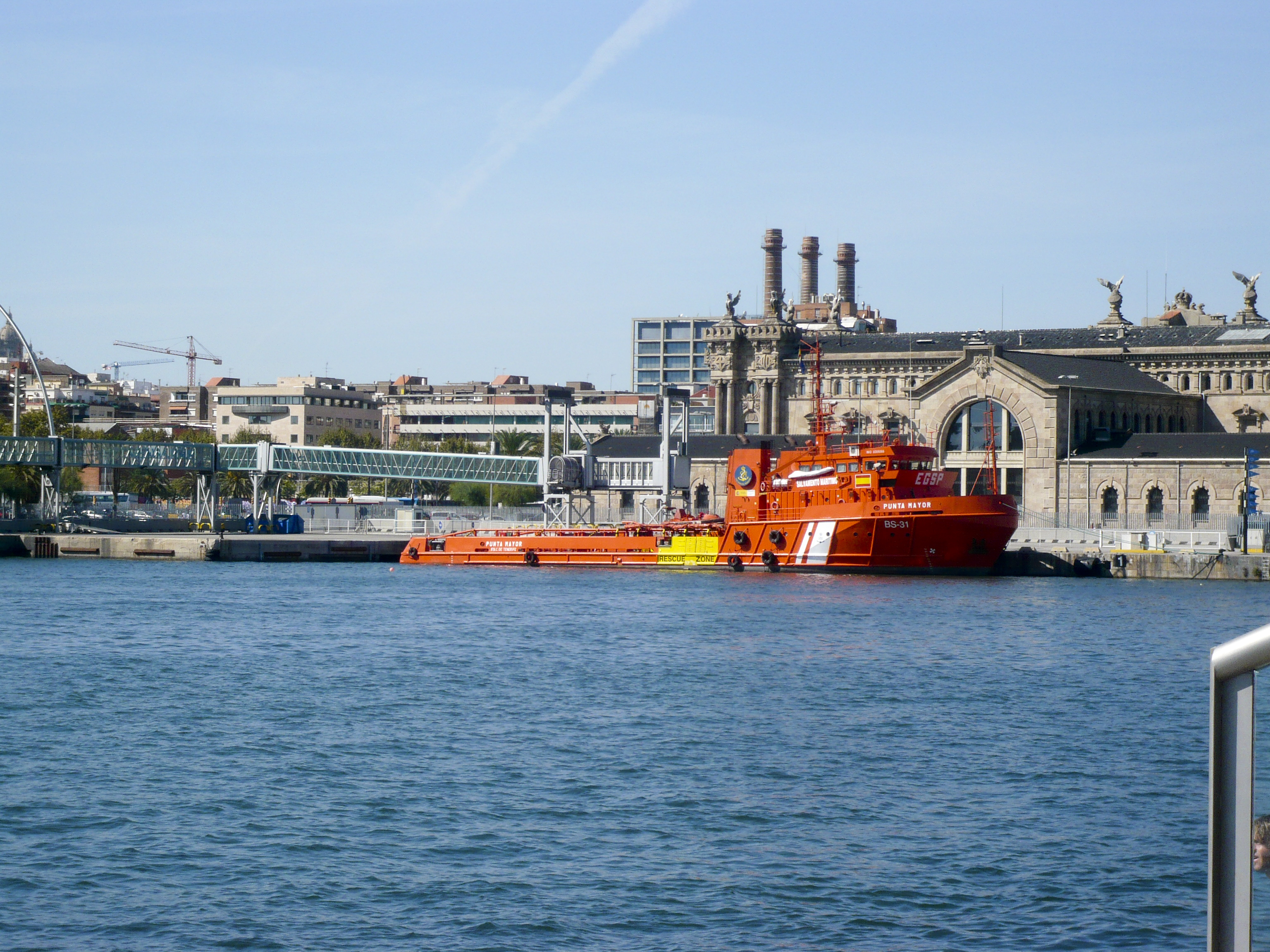
Buque remolcador Punta Mayor de Salvamento Marítimo en el puerto.

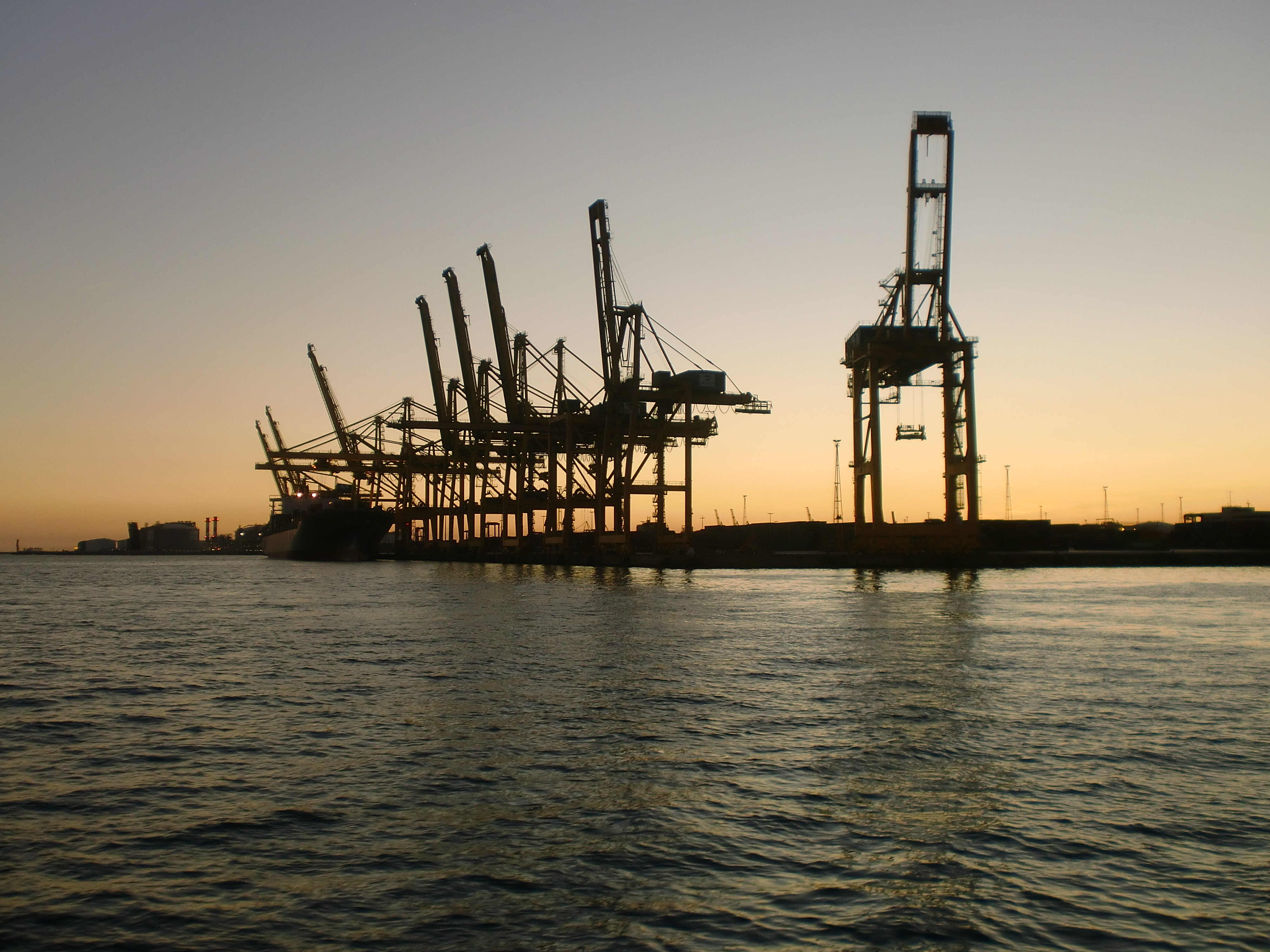
Grúas en el puerto de Barcelona.

El Puerto de Barcelona es líder en el transporte de automóviles en el Mediterráneo. En 2016 alcanzó un máximo histórico de 916 179 vehículos, gracias en gran medida a la proximidad de las factorías de Nissan y SEAT. La Dársena Sur cuenta con dos terminales especializadas en este tipo de carga.
En 2013, el Puerto de Barcelona tuvo un tráfico total de 42 434 176 toneladas, se gestionaron 1 720 383 unidades de contenedores —TEU— y 705 374 automóviles.

### Terminales de contenedores
El Puerto de Barcelona dispone de 4 terminales de contenedores que ocupan una superficie de 210 48 ha y una línea de atraque de 4501 m (4,5 km). 

#### Terminal APM Terminals Barcelona
La Terminal es la segunda terminal de contenedores más importante en el puerto después de la Terminal Catalunya-Hutchison. Opera las 24 horas, 361 días al año y tiene una capacidad operativa de 2 300 000 TEUs al año (2020).
| Características                     | Características                               |
| ----------------------------------- | --------------------------------------------- |
| Superficie                          | 57'58 ha                                      |
| Línea de atraque                    | 1380 m                                        |
| Calado                              | Hasta 16 m                                    |
| Grúas                               | 3 Super Post-panamax 5 Post-panamax 4 Panamax |
| Straddle-carriers                   | 64                                            |
| Reach stacker                       | 2                                             |
| ECH (Apiladoras de vacíos)          | 9                                             |
| Superficie terminal ferroviaria     | 5 ha                                          |
| Conexiones frigoríficas             | 486                                           |
| Superficie estación de contenedores | 13 800 m²                                     |
| Almacenes cubiertos                 | 3600 m²                                       |

#### Terminal Catalunya
| Características                     | Características                     |
| ----------------------------------- | ----------------------------------- |
| Superficie                          | 48 ha                               |
| Línea de atraque                    | 1085 m                              |
| Calado                              | 8,70 m a 14 m                       |
| Rampas ro-ro                        | 2                                   |
| Grúas                               | 8 Super Post-panamax 1 Post-panamax |
| Palas cargadoras                    | 5                                   |
| Reach stacker                       | 41                                  |
| Reach stacker                       | 11                                  |
| Superficie estación de contenedores | 3607 m²                             |
| Almacenes cubiertos                 | 22 145 m²                           |

#### Terminal Port Nou
| Características     | Características |
| ------------------- | --------------- |
| Superficie          | 4,9 ha          |
| Línea de atraque    | 556 m           |
| Calado              | Hasta 16 m      |
| Rampas ro-ro        | 1               |
| Grúas               | 4               |
| Reach stacker       | 7               |
| RTG                 | 2               |
| Almacenes cubiertos | 9000 m²         |

#### Terminal Catalunya-Hutchison
Inaugurada en 2012, es la terminal más importante del puerto y una de las más importantes del Mediterráneo en cuanto a semiautomatización de las operaciones. La construcción de la terminal está dividida en dos fases: la primera y la más importante está operativa y, la segunda, está en proyecto.
| Característica   | Total        | Fase 1 (en servicio) | Fase 2 (proyectado) |
| Superficie       | 132 ha       | 100 ha               | 32 ha               |
| Línea de atraque | 2100 m       | 1500 m               | 600 m               |
| Calado           | De 16 a 18 m | De 16 a 16,5 m       | 18 m                |
| QC               | 24           | 18                   | 6                   |
| ASC              | 112          | 80                   | 32                  |
| Shuttle carriers | 57           | 25                   | 15                  |

## Puerto energético

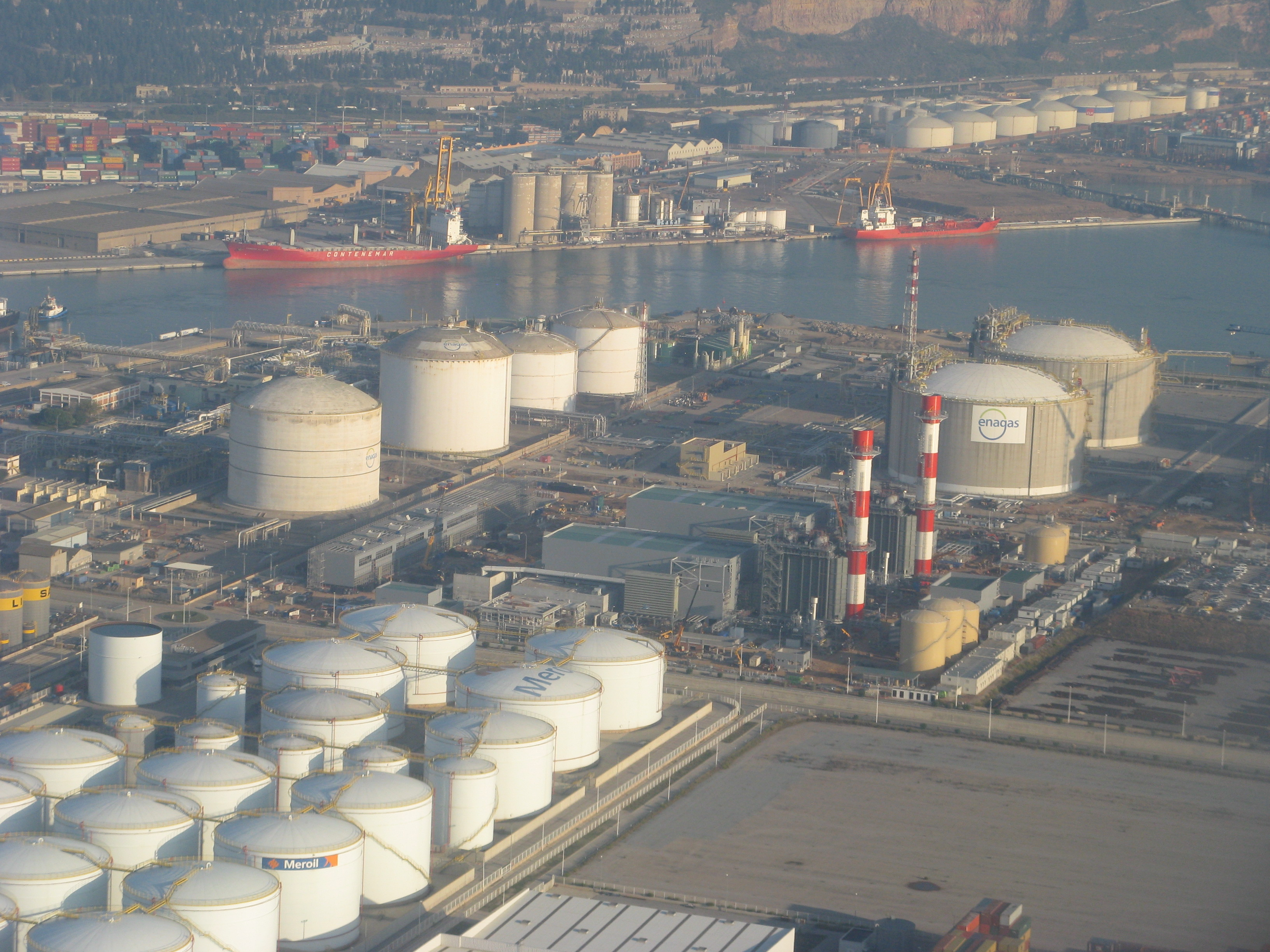
Muelle de la Energía, con la Central térmica de Naturgy en el centro.

El Muelle de la Energía (antiguo muelle de inflamables) se destina principalmente a la recepción, el almacenamiento y la distribución de recursos energéticos y productos químicos. Cuenta con 15 atraques de graneles líquidos para productos petrolíferos y químicos. Entre estos figura la mayor terminal petrolífera del Mediterráneo Occidental, inaugurada en 2012.
En este muelle se encuentran instaladas industrias como LUKoil-Meroil, Enagás, Tepsa o Gas Natural Fenosa, que opera en el mismo una central de ciclo combinado con una potencia de 850 MW. En 2008, el Muelle de la Energía fue ampliado en 18 ha ganadas al mar. Ese año entró en servicio la nueva torre de control del puerto, situada en el Muelle de la Energía, un edificio de diseño obra de Josep Maria Botey.

## Puerto logístico (ZAL Port)

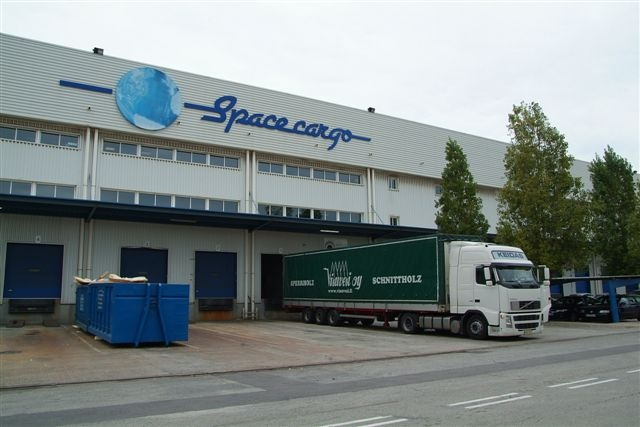
Nave logística en la calle Àrtic de la ZAL Port.

La Zona de Actividades Logísticas del Puerto de Barcelona —que opera bajo denominación comercial ZAL Port— fue establecida en 1992, siendo la primera ZAL creada en España. En su primera etapa ocupaba el extremo sur del puerto, en lo que por entonces era la ribera izquierda del río Llobregat. En 2006 se extendió por la otra orilla, ya en el término municipal de El Prat, en unos terrenos ganados por el puerto tras desviar la desembocadura del río 2 kilómetros más al sur. Debido a la alta ocupación de estos espacios, en 2016 la ZAL llevó a cabo una nueva ampliación, arrendando dos parcelas de la antigua factoría SEAT en el polígono de la Zona Franca.
En total, la ZAL Port cuenta con una superficie de 239 hectáreas, entre las 69 hectáreas originales (zona denominada ZAL Port BCN), las 143 hectáreas en El Prat de Llobregat (ZAL Port Prat) y las 27 hectáreas en la Zona Franca (ZAL Port Ciutat). En este espacio hay construidos 635 000 m² de naves logísticas, donde operan 130 empresas, entre las que se encuentran Decathlon, Carrefour, Damm, Indukern, DB Schenker, Seur, DHL y CMA-CGM.
CILSA (Centro Intermodal de Logística, SA) es la sociedad que administra la plataforma logística ZAL Port. Se trata de una empresa de capital público, participada por la Autoridad Portuaria de Barcelona (63 %), Merlin Properties (32 %) y la Entidad Pública Empresarial de Suelo, SEPES (5 %).